# Lophocebus aterrimus
Mangabei-de-crista-negra (Lophocebus aterrimus) é uma espécie de Macaco do Velho Mundo da subfamília Cercopithecinae. É encontrado em Angola e República Democrática do Congo. Seu habitat natural são florestas subtropicais e tropicais secas. É ameaçado devido à perda de habitat.